# 3β,5β-Androstandiol
3β,5β-Androstandiol, takođe poznat kao epietioholandiol, 5β-androstan-3β,17β-diol ili etioholan-3β,17β-diol, endogeni je prirodni steroid koji se formira kao metabolit testosterona. On se formira iz 5β-dihidrotestosterona (nakon 5β-redukcije testosterona) i konvertuje se u epietioholanolon.